# L'Enfer d'amour
Pour plus de détails, voir Fiche technique et Distribution.
L'Enfer d'amour (Liebeshölle) est un film allemand de Carmine Gallone et Wiktor Biegański, sorti en 1928.

## Fiche technique
- Titre original : Liebeshölle
- Titre français : L'Enfer d'amour
- Réalisation : Carmine Gallone et Wiktor Biegański
- Scénario : Norbert Falk
- Photographie : Victor Arménise et Mutz Greenbaum
- Pays de production : République de Weimar
- Format : Noir et blanc - 1,33:1 - Film muet
- Genre : drame
- Date de sortie : 1928

## Distribution
- Olga Tchekhova : Ala Suminska
- Harry Frank (de) : Ihr Mann
- Hans Stüwe : Bruno Bronek
- Henri Baudin : Pierre
- Oreste Bilancia : Jean
- Helmuth Krauß : Viktor
- Angelo Ferrari : Robert
- Lola Josane : Lolotte
- Sylvia Torf : la fermière
- Diana Karenne